# راکسم
راکسم (به انگلیسی: Wroxham) یک شهرک و محله مدنی در بریتانیا است که در Broadland واقع شده‌است. راکسم ۶٫۲۱ کیلومتر مربع مساحت و ۱٬۵۰۲ نفر جمعیت دارد.